# Chlorophorus kabateki
Chlorophorus kabateki är en skalbaggsart som beskrevs av Holzschuh 1998. Chlorophorus kabateki ingår i släktet Chlorophorus och familjen långhorningar. Inga underarter finns listade i Catalogue of Life.